# Ansfried
Ansfried o Ansfridus o Aufridus (circa de 940 - 3 de maig de 1010 prop de Leusden) fou compte de Huy i bisbe d'Utrecht del 995 fins al 1010. Va ser el portabandera d'Otó I del Sacre Imperi Romanogermànic. Va ser canonitzat i se celebra la seva festivitat el 3 de maig.

## Biografia
La principal font d'informació sobre Ansfried és la De diversitatem temporum pel benedictí Albert de Metz, escrit al voltant de 1022.
Va néixer al voltant de 940 en una família noble de Lorena. Va ser amb el seu oncle Robert de Trier, arquebisbe de Trèveris entre el 930 i 956, qui li va ensenyar la llei eclesiàstica i secular. Després va rebre de l'arquebisbe Bru de Colònia entrenament militar. El 961, Ansfried va entrar al servei personal d'Otó i el va nomenar el seu portabandera. Quan Otó era a Roma l'any següent per ser coronat emperador del Sacre Imperi, va ordenar a Ansfried per mantenir l'espasa en la mà com a precaució davant de qualsevol eventualitat imprevista. Karl Leyser descriu això com una lliçó valuosa a la pràctica.
A causa del seu compromís cristià, era molt respectat i un cavaller important del cercle de l'emperador, va aconseguir riques possessions al llarg del riu Mosa, a Brabant i Gelderland. Com a comte, va tenir un èxit considerable en la repressió de la pirateria i el robatori a mà armada. El 985, Otó III va concedir Ansfried el dret a encunyar monedes a Medemblik, en la ruta de navegació de nord a sud a través de la Vlie, així com, els ingressos procedents dels peatges i la recaptació d'impostos.
Estava casat amb Heresuint o també nomenada Hilsondis amb la qual va tenir una filla, Benedicta. Va fundar una abadia romànica a la finca de la seva esposa a Thorn sota el patrocini de Sant Miquel. L'abadia en si tenia un doble claustre que allotjava tant els homes com les dones. Ansfried ho va planejar com un lloc de retir per a ell i la seva família després que hagués deixat el servei públic. Sota el seu comandament, l'abadia i terres, a la ratlla d'1,5 quilòmetres quadrats, va ser un territori «reichsfrei» o d'Immediatesa imperial, és a dir, només subjecte a l'emperador. Heressuint anava a ser la primera abadessa, però va morir en el camí; i Benedicta, la seva filla, va prendre el seu lloc.
Després de la mort de la seva esposa, Ansfried volia retirar-se com a monjo. Tanmateix, el 995, l'emperador Otó III i el bisbe Notker de Lieja van persuadir al refractari Ansfried perquè assumís la seu vacant del bisbat d'Utrecht. Ansfried va objectar que com ell havia estat amb armes com un cavaller, que era indigne d'aquest càrrec; però l'ordre de l'emperador va prevaldre. Ansfried va posar la seva espasa a l'altar de Santa Maria a Aquisgrà i va ser ordenat sacerdot i consagrat divuitè bisbe d'Utrecht a la mateixa cerimònia. El bisbe Ansfried mai no va prendre un mandat a l'exèrcit reial, per contrast amb Notger i el bisbe de Colònia.
El 1006 el bisbe Ansfried va fundar una nova abadia a Heiligenberg, també sota el patrocini de Sant Miquel. Cap al final de la seva vida es va afeblir cada vegada més pel dejuni que feia, retirant-se a l'abadia com un monjo, a cura dels malalts, encara que estava quasi cec.
A la seva mort, gent de la ciutat de Heiligenberg van prendre possessió del seu cos, mentre que la gent d'Utrecht se'l volia emportar a Utrecht. L'abadessa de Thorn —la seva filla Benedicta— va intervenir i Ansfried va ser enterrat a la Catedral de Sant Martí a Utrecht.